# 豹紋躄魚
豹紋躄魚是輻鰭魚綱鮟鱇目躄魚亞目躄魚科的其中一種，為熱帶海水魚，分布於東大西洋區，從塞內加爾至剛果共和國海域，棲息深度18-50公尺，體長可達10.2公分，棲息在沿海礁石區，以魚類、甲殼類為食，卵生的，卵是黏在絲帶狀的鞘或者凝膠黏液團被稱為卵筏或卵罩，生活習性不明。
种加词 pardalis 意为“豹纹的”。